# Лэднер, Уэнделл
Уэнделл Лэднер (англ. Wendell Ladner; 6 октября 1948, Некейс, Миссисипи, США — 24 июня 1975, Джамейка, Куинс, Нью-Йорк, США) — американский профессиональный баскетболист, выступал только в Американской баскетбольной ассоциации, отыгравший пять из девяти сезонов её существования. Чемпион АБА в сезоне 1973/1974 годов в составе клуба «Нью-Йорк Нетс».

## Ранние годы
Уэнделл Лэднер родился 6 октября 1948 года на неинкорпорированной территории Некейс (штат Миссисипи), а вырос чуть южнее, в статистически обособленной местности Килн (штат Миссисипи), где он учился в Северной центральной школе Хэнкок, в которой выступал за местную баскетбольную команду.

## Студенческая карьера
В 1966 году поступил в Университет Южного Миссисипи, где в течение трёх лет выступал за баскетбольную команду «Саутерн Мисс Голден Иглс», в которой провёл успешную карьеру под руководством известного тренера Ли Флойда, набрав в итоге в 76 играх 1561 очко (20,5 в среднем за игру) и 1256 подборов (16,5). При Лэднере «Голден Иглс» ни разу не выигрывали ни регулярный сезон, ни турнир конференции Independent, а также ни разу не играли в плей-офф студенческого чемпионата США.

## Профессиональная карьера
После же окончания студенческой карьеры Уэнделл решил не выставлять свою кандидатуру на драфт НБА, а вместо этого заключил договор с клубом соперничающей с НБА Американской баскетбольной ассоциации «Мемфис Прос». Уже в своём дебютном сезоне он набирал в среднем за игру по 17,0 очка, 11,4 подбора и 2,1 передачи, за что по его итогам был включён в сборную новичков лиги. Помимо этого в том же сезоне по итогам голосования среди главных тренеров команд АБА он получил приглашение на свой первый матч всех звёзд АБА, в котором провёл на паркете 20 минут, набрал 12 очков и совершил 7 подборов, став одним из лучших игроков команды Запада. В следующем году Лэднер повторно участвовал в матче всех звёзд в качестве резервиста сборной Запада, в котором отыграл 14 минут, набрав 4 очка и совершив 6 подборов.
Лэднер был одним из лучших энфорсеров АБА, так называемых баскетбольных тафгаев, целью которых была защита самых ценных игроков своей команды. Так, к примеру, в сезоне 1972/1973 годов он оберегал Дэна Иссла в «Кентукки Колонелс», а в сезоне 1973/1974 годов опекал Джулиуса Ирвинга в «Нью-Йорк Нетс», которые, кстати сказать, стали лучшими в его профессиональной карьере. В сезоне 1972/1973 годов он в составе «Колонелс» играл в финальной серии турнира. «Полковники» в первом раунде очень легко переиграли команду «Вирджиния Сквайрз» со счётом 4-1, затем в полуфинале со счётом 4-3 — клуб «Каролина Кугэрз», впрочем в финале в решающей игре серии до четырёх побед уступили команде «Индиана Пэйсерс» со счётом 3-4, а сам Лэднер по его итогам стал всего лишь восьмым по результативности игроком своей команды, набрав в семи играх 19 очков (по 2,7 в среднем за игру). В следующем сезоне в составе «Нью-Йорк Нетс» он стал чемпионом АБА, которые легко прошли по сетке плей-офф, проиграв всего две игры. «Сети» на первом этапе без проблем обыграли клуб «Вирджиния Сквайрз» со счётом 4-1, затем в полуфинале со счётом 4-0 — команду «Кентукки Колонелс», а в финале в пятом матче серии до четырёх побед переиграли команду «Юта Старз» со счётом 4-1, сам же Лэднер по его итогам стал всего лишь шестым по результативности игроком своей команды, набрав в пяти матчах всего 27 очков (по 5,4 в среднем за игру).

## Смерть в авиакатастрофе
Уэнделл Лэднер трагически погиб во вторник, 24 июня 1975 года, в крупной авиакатастрофе в Джамейке, крупнейшем и самом густонаселённом районе центральной части Куинса, одного из пяти боро Нью-Йорка, которая произошла недалеко от аэропорта имени Джона Кеннеди, когда авиалайнер Boeing 727-225, заходя на посадку в условиях сильной грозы, врезался в огни приближения и разрушился. Судмедэксперты опознали его по чемпионскому перстню, который он носил на пальце, а всего же на борту находились 124 человека, из которых выжили только 11: 9 пассажиров и 2 стюардессы. На протяжении семнадцати лет после его смерти номер 4, под которым Уэнделл выступал за «Сетей», считался закреплённым за ним, хотя официально он не был изъят из обращения и вывешен под сводами «Барклайс-центра», баскетбольной площадки, на которой «Нетс» проводят свои домашние матчи. Только в сезоне 1992/1993 он был выдан Рику Махорну, который играл за «Нью-Йорк» в 1992-1996 годах. В октябре 2013 года руководство «Нетс» в статье «New York Daily News» объяснило, что формально номер 4 никогда не выводился из употребления, а один из тренеров «Бруклина», Фриц Мессманн, сказал, что данный номер никому не выдавался в течение многих лет после смерти Лэднера в дань уважения за его заслуги перед командой.